# Мавзолей Нуриддина Басира
Мавзоле́й Нуридди́на Баси́ра (узб. Nuriddin Basir maqbarasi, перс. حرم نورالدّین باسیر‎) — один из мусульманских мавзолеев XX века в городе Самарканд. В мавзолее похоронен Шейх Нуридди́н Баси́р Ку́тби Чахордаху́м.
Мавзолей находится в северо-восточной части Самарканда, на территории так называемого старого города, в южной окраине древнего городища Афрасиаб, на территории древнего кладбища Хазрет-Хызр, в 230 метрах к северо-востоку от мечети Хазрет-Хызр и мавзолея Ислама Каримова, в 200 метрах к северо-востоку от мавзолея Махсумбобо.

## История
Шейх Нуриддин Басир с титулом Кутби Чахордахум (с персидского языка переводится как Четырнадцатый кутб) жил с середины XII века по первую половину XIII века. Являлся видным исламским богословом своей эпохи. Родился в Ташкенте. С рождения являлся слепым. Получил прозвище Басир, что с персидского языка может означать «видящий даже с закрытыми глазами» или «зоркий». Начальное религиозное образование получил у своего отца, затем у известного шейха Зайниддина Куи Арифуна. В молодости вместе с матерью переехал в Самарканд, и поселился рядом с древним каналом Новадон. В Самарканде, который в то время недавно оправился после разрушительного монгольского нашествия, обрел множество сторонников и учеников. Скончался в 1242 году в Самарканде, и был похоронен недалеко от своего жилища, в районе канала Новадон, где существовало древнее кладбище. Спустя 130 лет, Амир Темур (Тамерлан), который стал правителем огромной империи со столицей в Самарканде, решил по совету одного из своих духовных наставников построить мавзолей над его могилой, купола которого имели золотые куббы. Высота куполов достигала пяти метров и была видна со всех точек Самарканда. На возвышенности Куксарай в то время размещались войска Тамерлана, существовала крепость, были воздвигнуты большое количество зданий и дворцов, самые известные среди которых дворцы Куксарай и Бустансарай, где часто останавливался сам Тамерлан. В середине XV века, в Самарканде почитание Нуриддина Басира было так велико, что, как сообщает историк Абдул Хасан, «благочестивые люди и религиозные деятели, включая шейх-уль-ислама, проходили рядом с его погребением пешком, и даже снимали обувь».

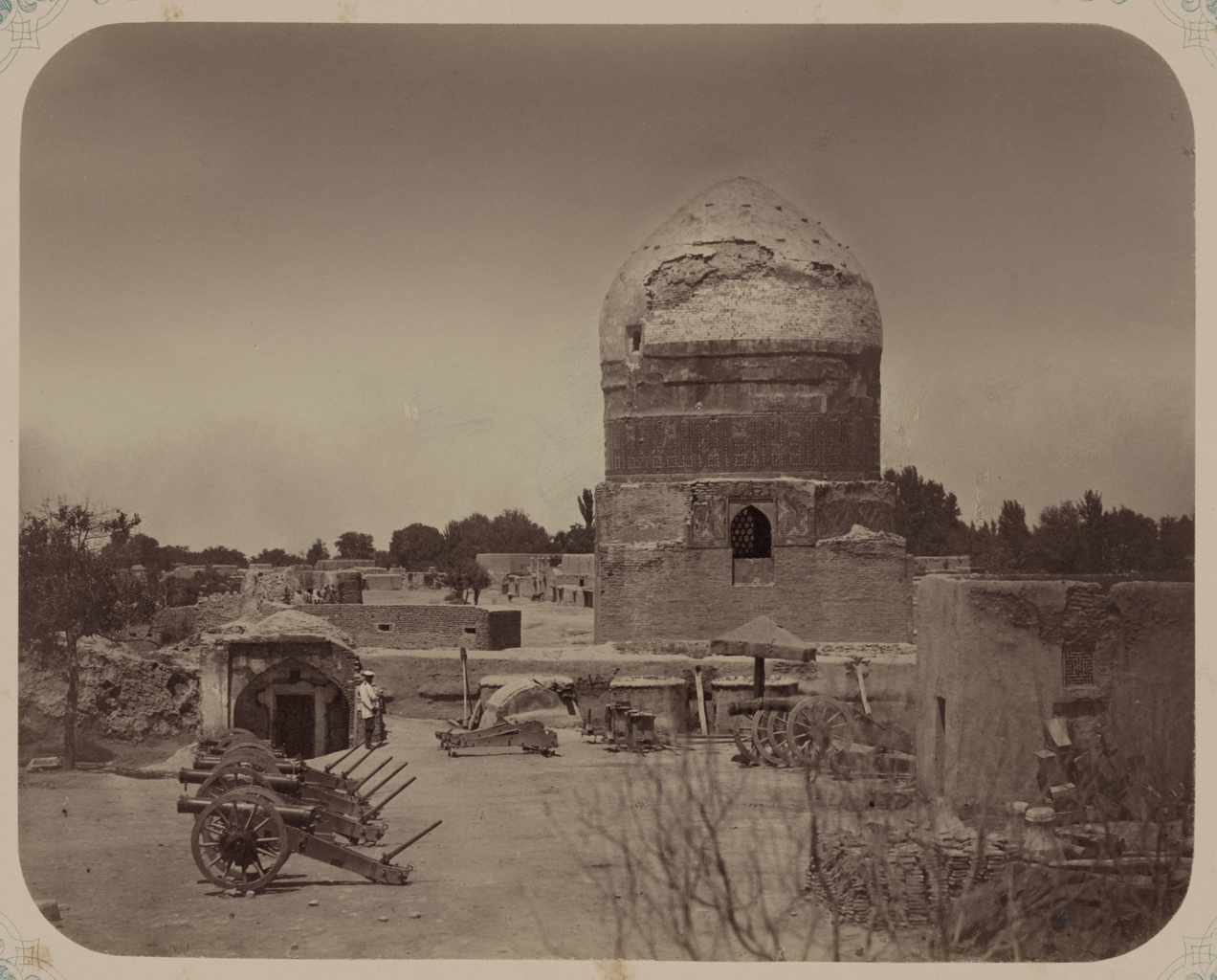
Изначальное здание мавзолея в самаркандской цитадели. Фотография до 1872 года

В результате Туркестанских походов русской армии в 1868 году Самарканд вошёл в состав Российской империей. На месте цитадели Тимура построена оборонительная крепость российских войск. Мавзолей Нуриддина Басира и другие постройки эпохи Тамерлана оказались на территории российской крепости.
По словам В.Вяткина мавзолей над мазаром Кутби Чаардахума « был уничтожен русскими при устройстве теперешней крепости».
В 1881 году в ходе расширения и укрепления крепости российских войск, мавзолей Нуриддина Басира и остальные архитектурные памятники (в том числе величественные дворцы Куксарай и Бустансарай) на возвышенности Куксарай были взорваны и снесены властями Российской империи. Снос построек, и особенно снос почитаемого мавзолея вызвало резкое недовольство самаркандцев, и тогдашний главный кази (шариатский судья) Самарканда — Саид Мир Низамиддин Ходжа (являлся потомком Махдуми Азама) перенёс могилу святого в район мечети Хазрет-Хызр, на одноимённое кладбище, в нынешнее место мавзолея.
После обретения независимости Узбекистаном в 1991 году, учёными изучены исторические рукописи и данные, и выяснено точное местоположение могилы Нуриддина Басира. В 1997 году потомками Мир Низамиддина Ходжи над могилой святого был построен нынешний мавзолей, за счёт потомков Мир Низамиддина Ходжи, а также за счёт добровольных пожертвований. Рядом с мавзолеем находится родник, считающийся священным и целебным.
Вместе с остальными архитектурными, археологическими, религиозными и культурными памятниками Самарканда входит в список Всемирного наследия ЮНЕСКО под названием «Самарканд — перекрёсток культур».

## Галерея

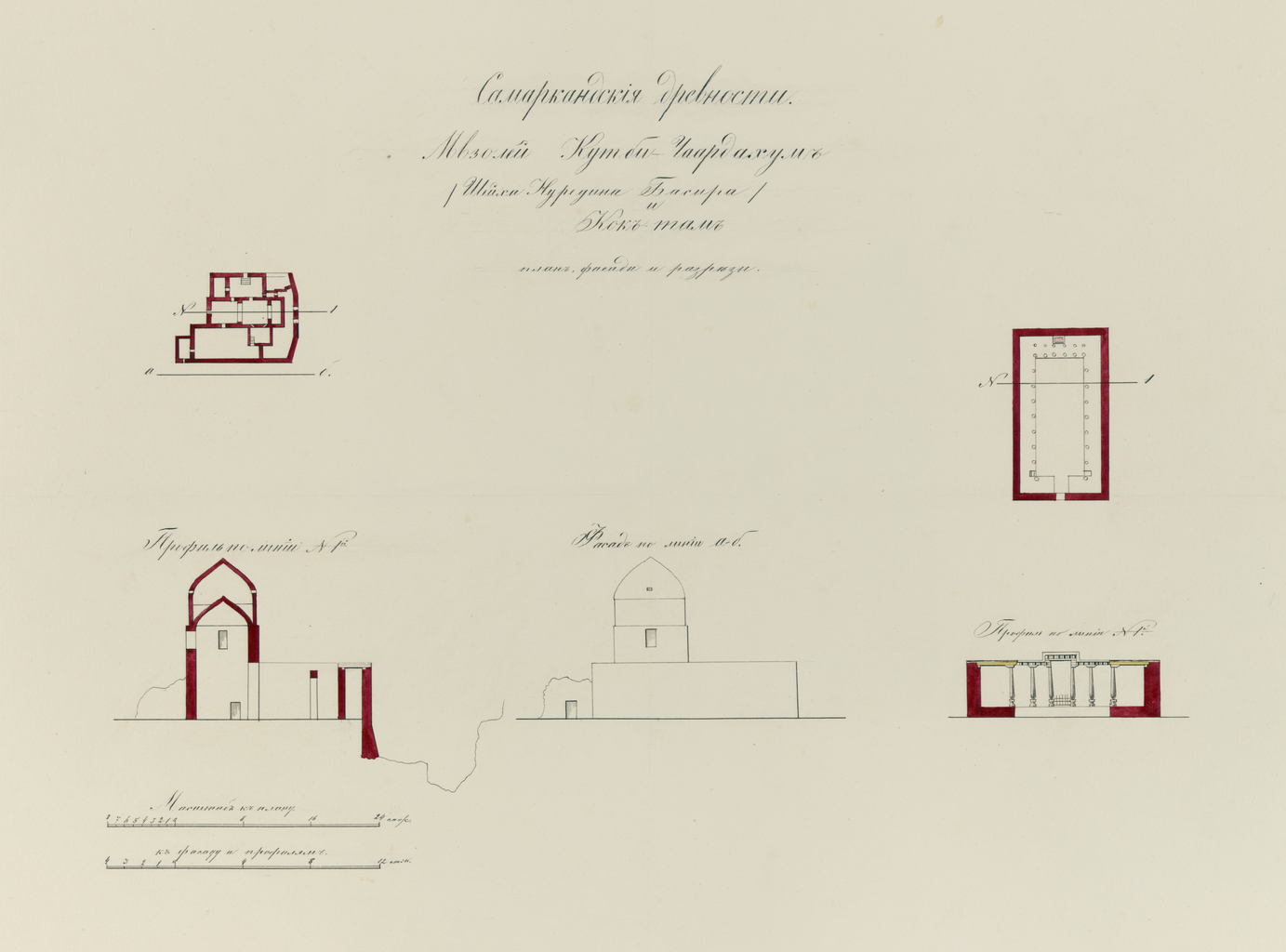
Оригинальный чертёж (1871 и 1872 годы) мавзолея Нуриддина Басира на возвышенности Куксарай. Под руководством Константина фон Кауфмана.
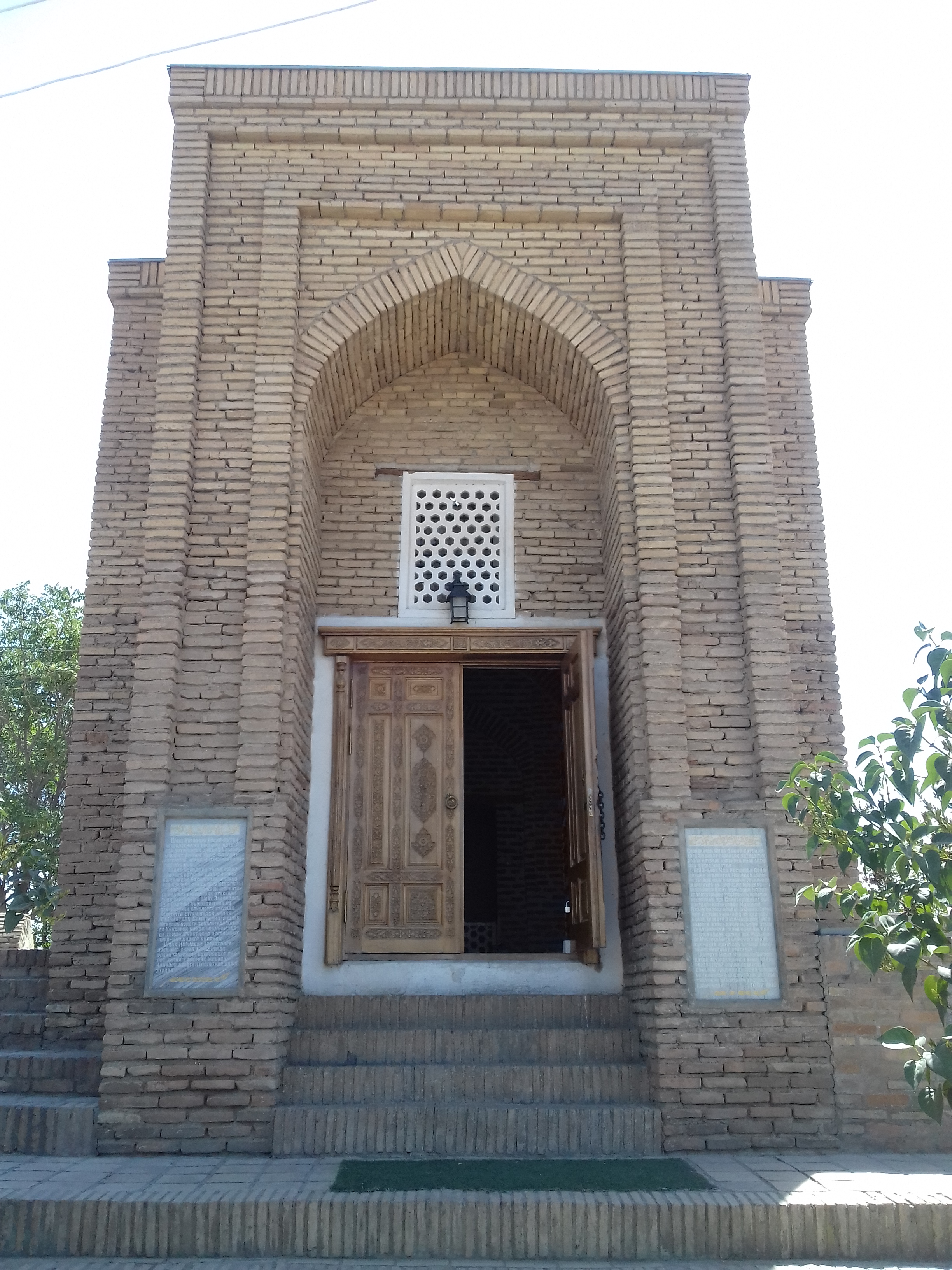
Главный портал
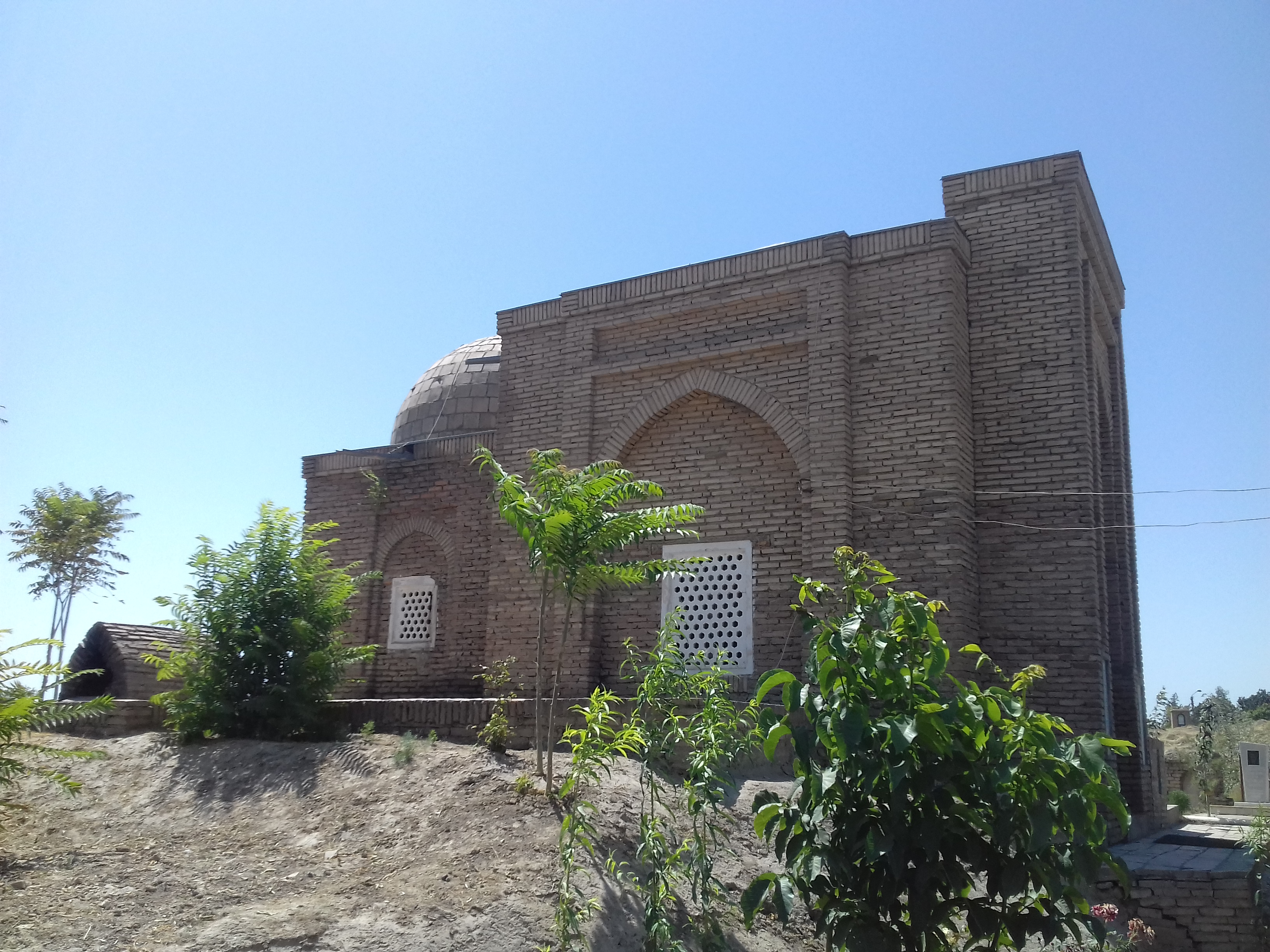
Вид с восточной стороны
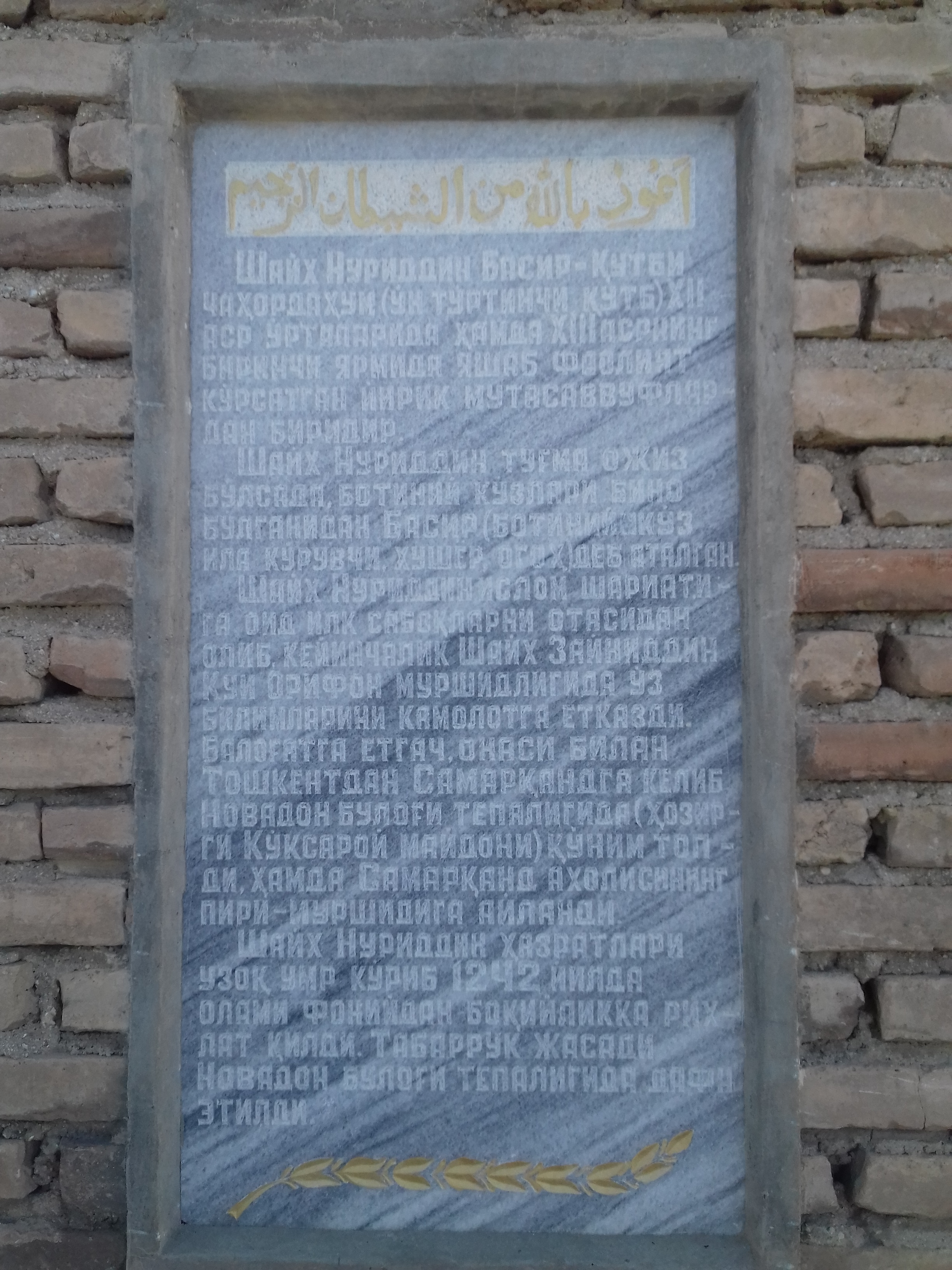
Памятная плита с информацией
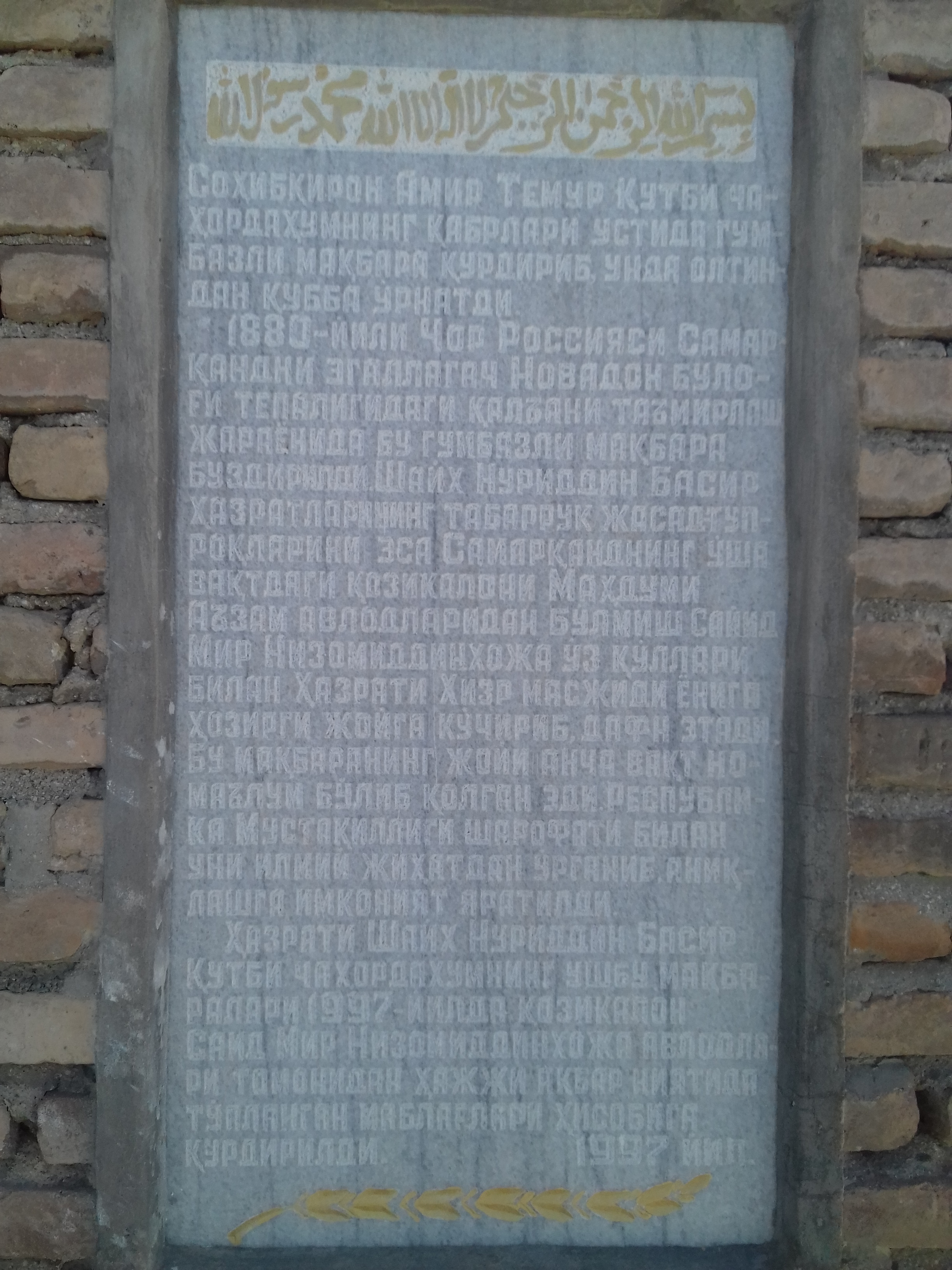
Вторая памятная плита
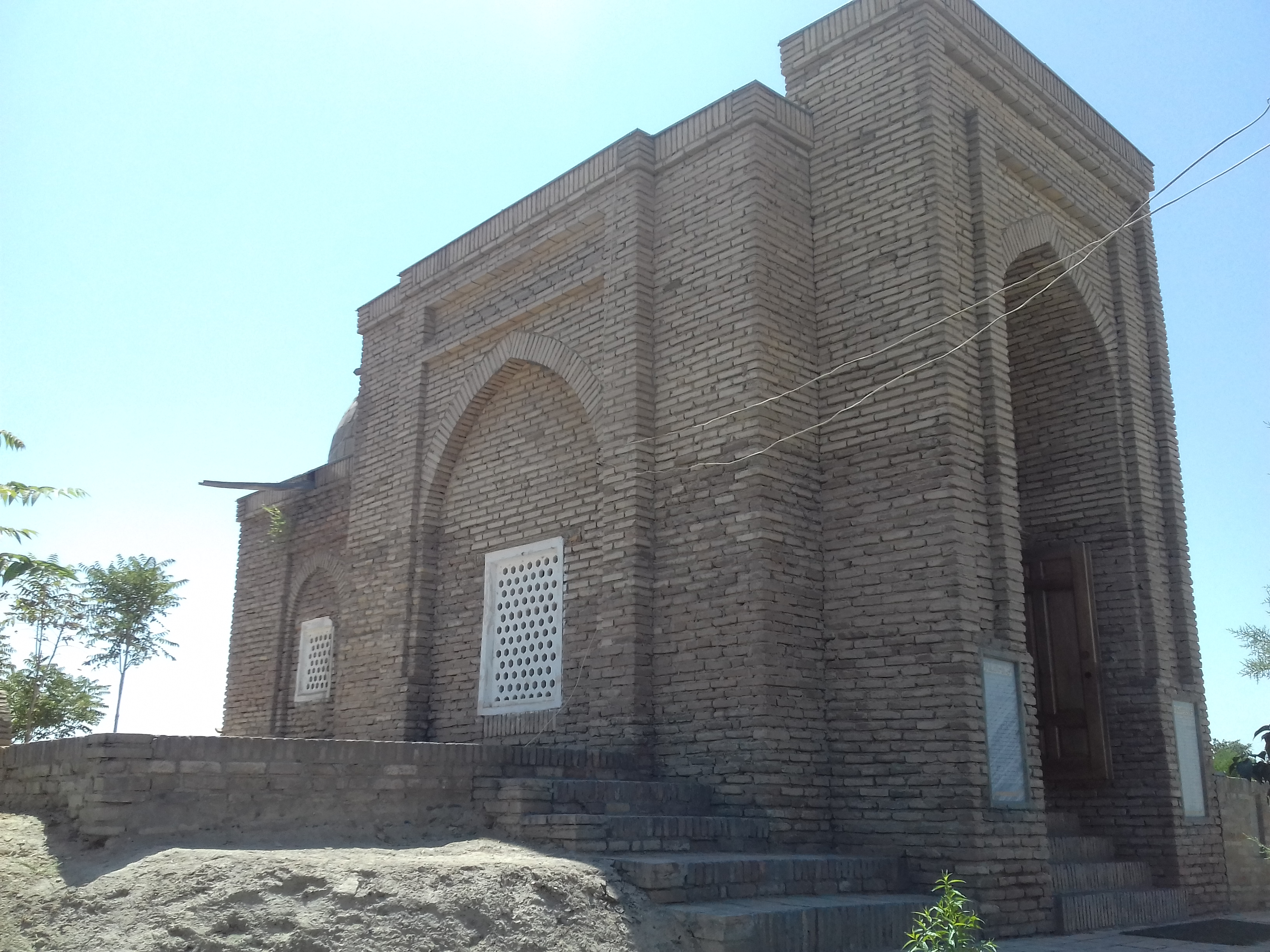
Вид с восточной стороны
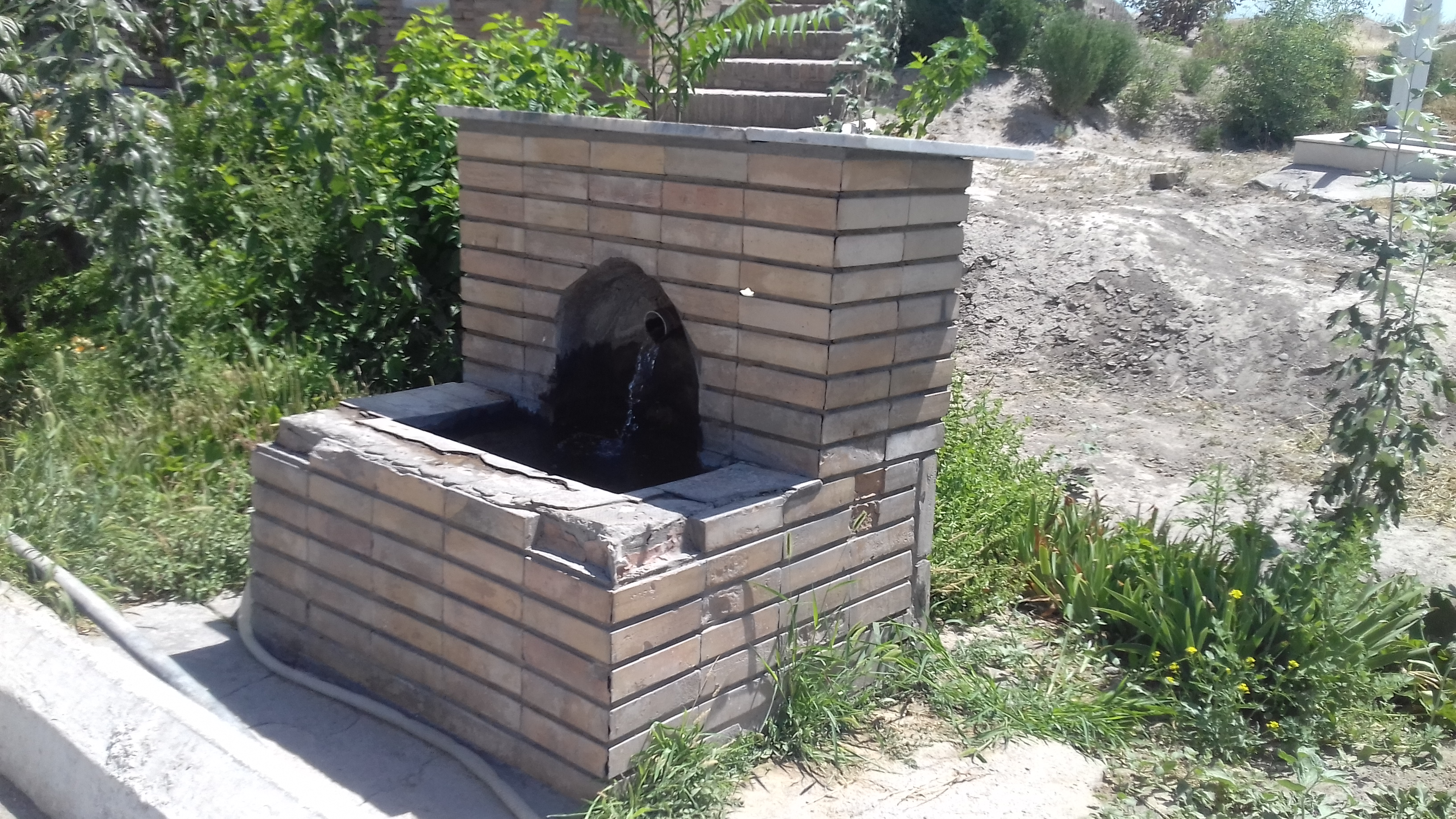
Святой родник у входа в мавзолей
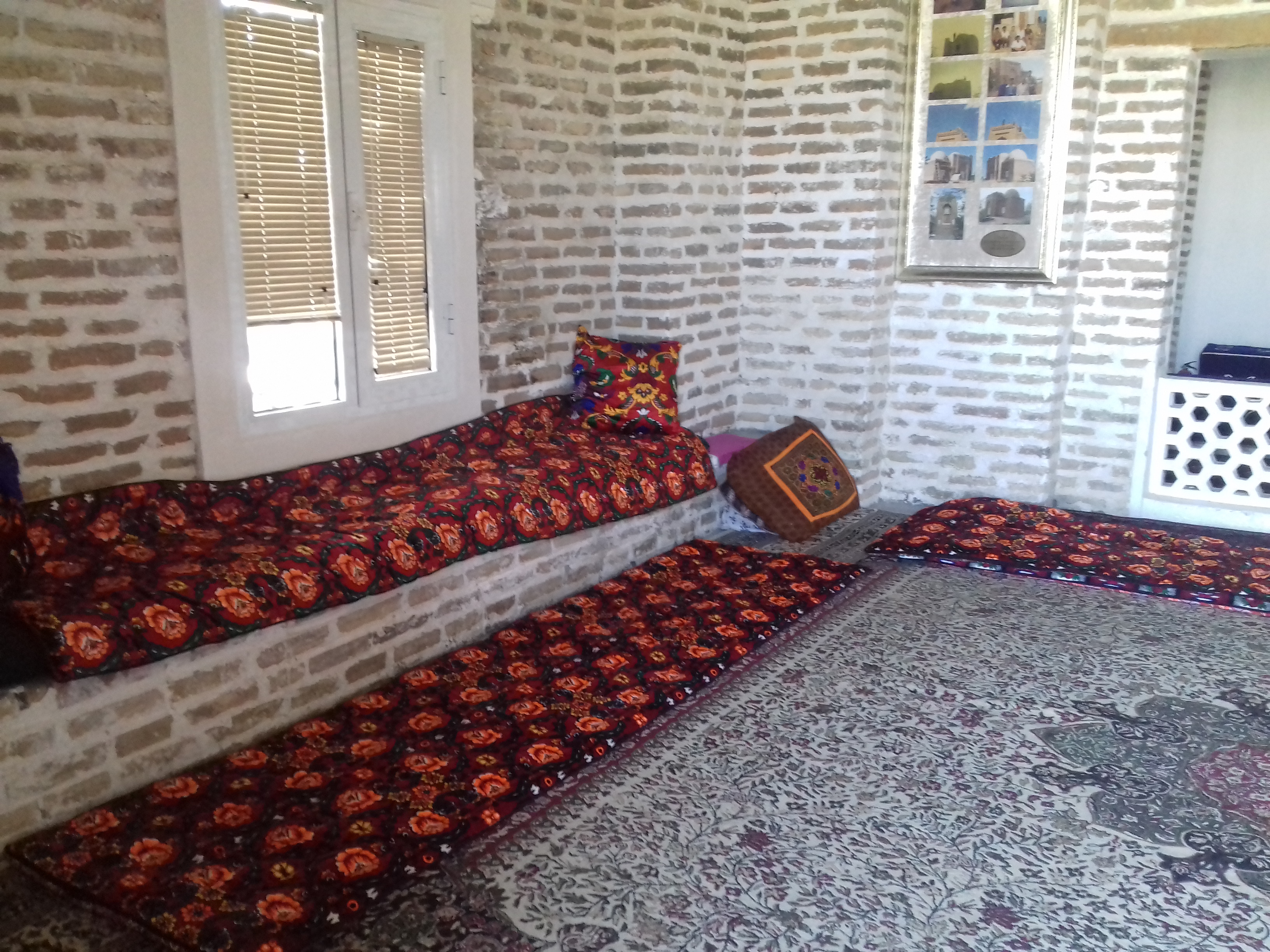
Внутрь мавзолея
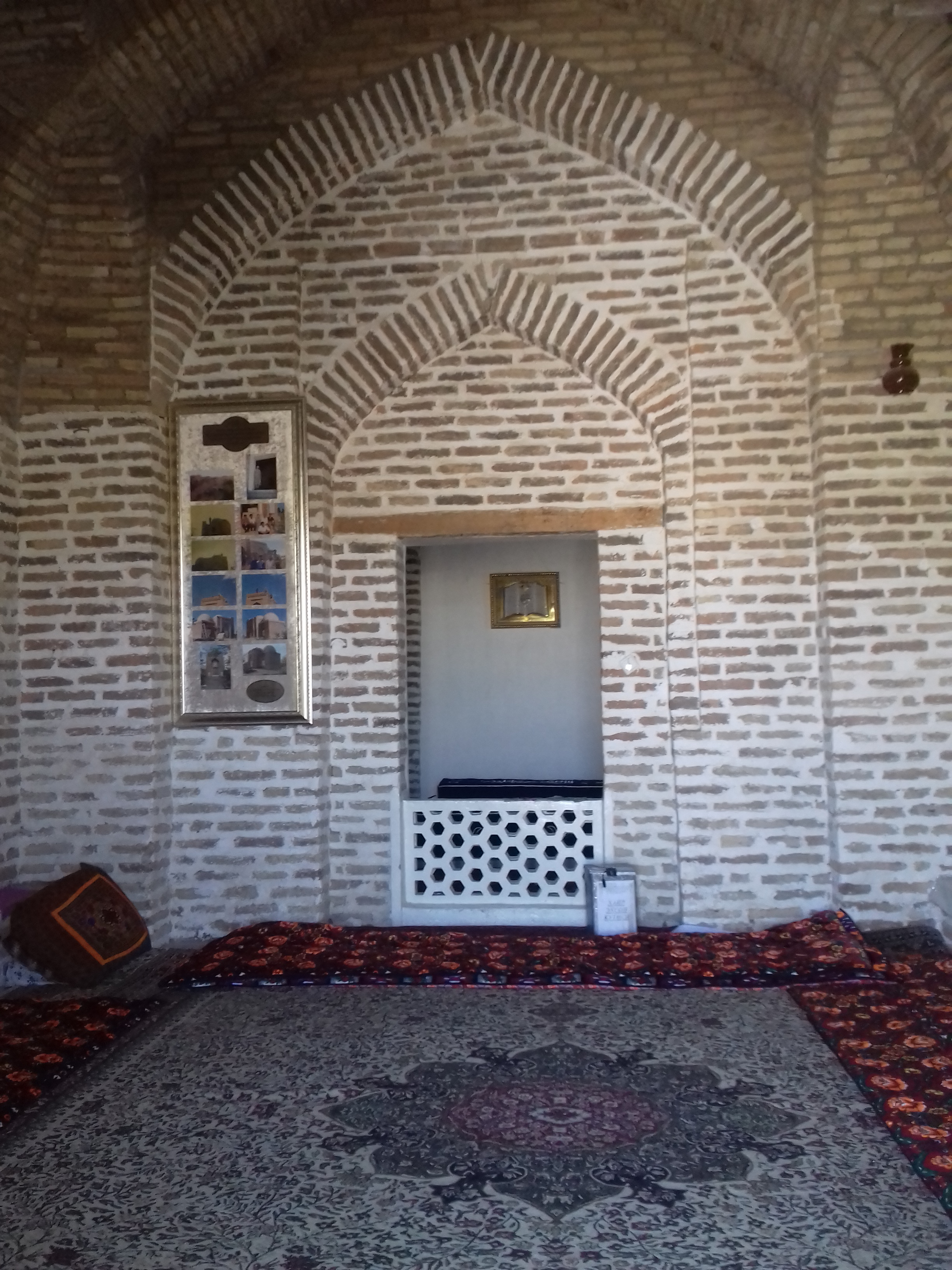
Внутрь мавзолея. На дальнем плане могила святого
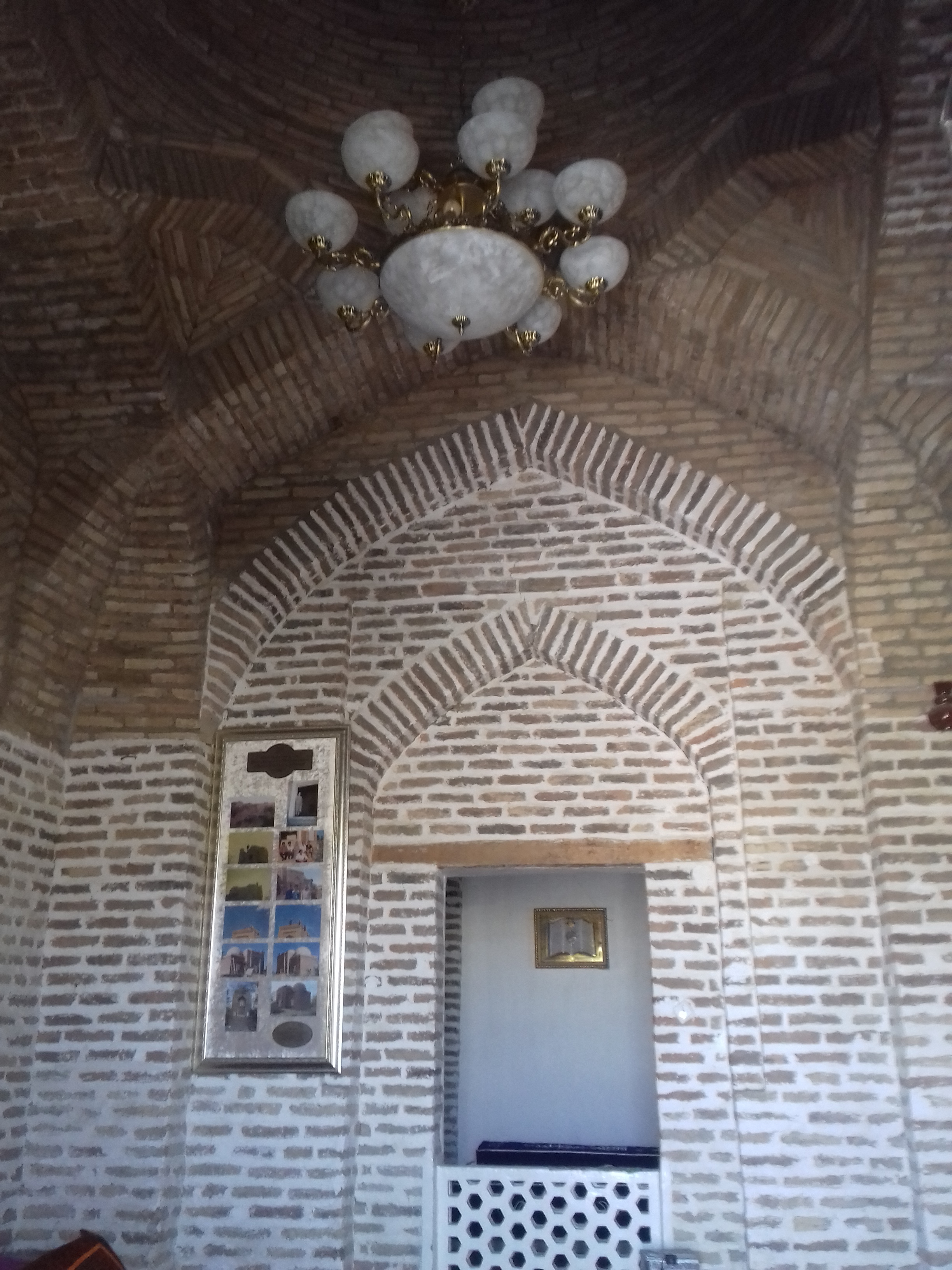